# 聖若澤-杜斯坎普斯
聖若澤杜斯坎普斯（葡萄牙語：São José dos Campos，葡萄牙語發音：[sɐ̃w̃ ʒuˈzɛ dus ˈkɐ̃pus]）是巴西的圣保罗州的城市，人口約61萬人。聖若澤杜斯坎普斯是拉丁美洲重要的工業城市、飛機製造和科學研究中心。它坐落在帕拉伊巴河谷，且分別位在巴西最大的兩個城市聖保羅（東北方80公里）和里約熱內盧（西南方320公里）之間。根據聯合國1999年的研究，聖若澤杜斯坎普斯是巴西城市的生活水平最高的25個城市之一，也是巴西航空工業公司總部所在地。

## 地理
聖若澤杜斯坎普斯北與米納斯吉拉斯州的卡曼杜卡亞、薩普卡伊米林相鄰，南和聖保羅州的雅卡雷伊、然貝魯相鄰，西與聖保羅州伊加拉塔、若阿諾波利斯、皮拉卡亞相鄰，東和聖保羅州蒙泰鲁洛巴图、卡薩帕瓦相接。